# Đồng Kho
Đồng Kho là một xã thuộc huyện Tánh Linh, tỉnh Bình Thuận, Việt Nam.
Xã Đồng Kho có diện tích 38,75 km², dân số năm 2010 là 6551 người, mật độ dân số đạt 169 người/km².
Đời sống kinh tế chủ yếu là: Nông lâm nghiệp, Tiểu thủ công nghiệp và xây dựng, Thương mại và dịch vụ. Ngoài ra, du lịch cũng đang có tiềm năng phát triển ở địa phương này.
Xã Đồng Kho có đoạn sông La Ngà chảy qua và là địa bàn đầu mối của hệ thống Thủy lợi Tà Pao, có tầm quan trọng ở khu vực Nam Bình Thuận, có tiềm năng phát triển du lịch sinh thái...
Xã Đồng Khó có Trung tâm Thánh mẫu Tà Pao, nơi hành hương quan trọng của các tín đồ Thiên Chúa giáo khu vực phía Nam Việt Nam.
Xã Đồng Kho đạt chuẩn Nông thôn mới vào cuối năm 2017.